# CrossLoop
CrossLoop è un programma che consente di effettuare assistenza di desktop remoto della CrossLoop Inc, fruibile su sistema operativo Windows, che permette agli utenti di condividere il proprio schermo e di collaborare con altri su Internet. Acquisito da AVG Technologies il 6 luglio 2012, dal 31 gennaio 2014 i prodotti e servizi offerti da CrossLoop non sono più disponibili.

## Principio di funzionamento
Il programma poteva venire utilizzato tra due utenti usufruendo anche di una comunità associata al programma (forum dedicato) che consentiva di mettere in contatto domanda ed offerta secondo le specifiche necessità, quali conoscenze di singoli programmi, EDP, impostazioni del sistema operativo, problemi di sicurezza e così via. La connessione tra due computer premetteva che entrambe le postazioni (utenti) disponessero del suddetto programma. Il richiedente (utente neofita) avviava il programma che proponeva un codice numerico a 12 cifre generato casualmente per ogni connessione da comunicare all'altra postazione (utente esperto) generalmente tramite messaggeria istantanea e/o telefonica, il quale avviava la propria copia del programma inserendo, all'avvio, il suddetto codice numerico. In caso di corrispondenza corretta la gestione dello schermo del richiedente passava all'esperto che operava utilizzando la propria tastiera. La comunicazione, cifrata a 128 bit tramite algoritmo Blowfish consentiva anche lo scambio di file tra le due postazioni e poteva venire interrotta in qualsiasi momento dal richiedente semplicemente premendo il tasto di Escape.

### La comunità CrossLoop
Marketplace di CrossLoop era un sito al quale utenti esperti fruitori potevano creare profili secondo le proprie competenze, consultabili da altri utenti in cerca di aiuto. Tale forum consentiva di esprimere valutazioni sull'operato degli esperti e dei richiedenti fornendo una parvenza di garanzia ad un utente, in procinto di cedere il controllo del proprio computer, qualora non conoscesse personalmente la controparte.

## Tecnologia
UltraVNC (precedentemente veniva usato TightVNC) su Windows e Chicken of the VNC su un Macintosh sono utilizzati per stabilire una connessione tra computer e un'applicazione separata per gestire la fatturazione di servizi tra i due punti finali. CrossLoop effettua una crittografia dei dati inviati attraverso i computer. I dati sono criptati utilizzando un algoritmo di crittografia Blowfish a 128-bit.
Sebbene la comunità vantasse più di 2000 esperti in grado di fornire assistenza, la società di sicurezza AVG, all'acquisizione del programma e dei suoi asset nel 2012, ne ha chiuso il supporto decretandone così la fine, in quanto l'accesso tra due postazioni era mediato dal codice numerico che veniva automaticamente abbinato, attraverso i server di CrossLoop, all'indirizzo IP associato al sistema di destinazione. Come motivazione alla chiusura non è stata data alcuna motivazione oltre la tipica clausola insita in ogni servizio internet: ''CrossLoop può modificare, sospendere o interrompere i Servizi CrossLoop in qualsiasi momento, per qualsiasi motivo, a sua esclusiva discrezione''